# Saint-Adrien-d'Irlande
Pour les articles homonymes, voir Saint-Adrien.
Saint-Adrien-d'Irlande est une municipalité dans la municipalité régionale de comté des Appalaches au Québec, située dans la région administrative de Chaudière-Appalaches.

## Toponymie
La municipalité est nommée en l'honneur du Pape Adrien III.

## Histoire
Le canton d'Ireland est érigé en 1802. Il n'y avait pas d'habitant à cette époque sauf la présence périodique d'autochtones. Inauguré en 1811, le chemin de Craig favorise l'établissement de colons dans la région.
En novembre 1871, Mgr Elzéar-Alexandre Taschereau permet la célébration de messes dans les résidences privées puis la construction d'une chapelle. Le premier curé est l'Abbé J. Alphonse d'Auteuil et sa nomination par Mgr Taschereau a lieu en 1879. Dans la même année, Andéline Dussault est la première baptisée, Étienne Jolin et Délima Gagné sont les premiers à s'y marier et Angèle Béland est la première enterrée[réf. souhaitée].
La construction de l'église actuelle commence au printemps de 1878 et se terminera en 1918 par le perron et le recouvrement extérieur de bardeaux d'amiante. La population à cette époque est d'un peu plus de 900 habitants, dont environ 75 familles protestantes et 155 familles catholiques[réf. souhaitée].
Les principaux désordres de l'époque sont les rixes, chicanes et consommations excessives de boisson à l'occasion de courses de chevaux, de danses à l'occasion des noces, de corvées, d'insubordination des enfants due à la négligence des parents[réf. souhaitée].

### Chronologie
- 1er janvier 1873 : Érection du township d'Ireland Nord.
- 15 mars 1969 : Le township d'Ireland Nord devient le canton d'Ireland-Partie-Nord.
- 11 septembre 1982 : Le canton d'Ireland-Partie-Nord devient la municipalité de Saint-Adrien-d'Irlande.

## Géographie
Saint-Adrien-d'Irlande est situé dans la chaîne de montagnes des Appalaches.
Le crénon de la rivière Bagot est situé au centre de la municipalité et celui du ruisseau Rivière Blanche est à la limite est.

## Démographie
| 1996 | 2001 | 2006 | 2011 | 2016 | 2021 |
| ---- | ---- | ---- | ---- | ---- | ---- |
| 375  | 398  | 403  | 389  | 399  | 395  |

## Administration
Le conseil municipal de Saint-Adrien-d'Irlande est composé d'un maire et de six conseillers qui sont élus en bloc à tous les quatre ans sans division territoriale.
| Saint-Adrien-d'Irlande Maires depuis 2003                                                                            |                            |         |          |
| Élection | Maire                      | Qualité | Résultat |
| 2003 | Jonathan Leclair           |         | Voir     |
| 2005 | Jonathan Leclair           | Voir    |          |
| n/d | Jessika Lacombe            |         | Voir     |
| 2009 | Jessika Lacombe            | Voir    |          |
| 2013 | Jessika Lacombe            | Voir    |          |
| 2017 | Aucun candidat à la mairie |         | Voir     |
| 2017 | Jessika Lacombe            |         | Voir     |
| 2021 | Jessika Lacombe            | Voir    |          |
| Élection partielle en italique Depuis 2005, les élections sont simultanées dans toutes les municipalités québécoises |                            |         |          |

### Liste des maires
| Période | Période | Identité          | Étiquette | Qualité |
| ------- | ------- | ----------------- | --------- | ------- |
| 1873    | 1875    | William J. Ward   |           |         |
| 1875    | 1883    | Charles Canning   |           |         |
| 1883    | 1885    | Joseph Roy        |           |         |
| 1885    | 1889    | Cyrille Laflamme  |           |         |
| 1889    | 1889    | Télésphore Paquet |           |         |
| 1889    | 1890    | Henry R. Mooney   |           |         |
| 1890    | 1891    | Joseph Octave Roy |           |         |
| 1891    | 1893    | Robert G. Ward    |           |         |
| 1893    | 1898    | Charles Canning   |           |         |
| 1898    | 1899    | Louis Bernier     |           |         |
| 1899    | 1911    | Pierre Demers     |           |         |
| 1911    | 1913    | William Smith     |           |         |
| 1913    | 1917    | Zotique Martineau |           |         |
| 1917    | 1922    | Pierre Breton     |           |         |
| 1922    | 1931    | Archelas Laflamme |           |         |
| 1931    | 1945    | Amédée Martineau  |           |         |
| 1945    | 1958    | Joseph Bouchard   |           |         |
| 1958    | 1959    | Albert Laflamme   |           |         |
| 1959    | 1961    | Antonio Rousseau  |           |         |
| 1961    | 1963    | Lucien Lambert    |           |         |
| 1963    | 1973    | Ernest Gouin      |           |         |
| 1973    | 1979    | Alphée Morin      |           |         |
| 1979    | 1985    | Jean-Guy Jacques  |           |         |
| 1985    | 1988    | Gérard Jacques    |           |         |
| 1988    | 1993    | Harold Lambert    |           |         |
| 1993    | 2003    | Julien Lambert    |           |         |
| 2003    | 2009    | Jonathan Leclair  |           |         |
| 2009    | 2021    | Jessika Lacombe   |           |         |

En 2009, la mairesse de Saint-Adrien-d'Irlande, Jessika Lacombe, a été reconnue comme la plus jeune mairesse du Québec lors de son élection, le lendemain de son anniversaire. Elle avait alors 28 ans.

## Patrimoine
L'église Saint-Adrien a été érigée en 1878-1879. Les plans ont été dessinés par l'architecte Ludwig Hatschek. Le site comprend également le presbytère et le cimetière. Un calvaire fait partie du cimetière. La dévotion catholique s'exprime aussi par la présence d'une croix de chemin.
Afin de célébrer le centième anniversaire des Apparitions de la Vierge à Lourdes, une grotte a été aménagée en 1958. Elle commémore en même temps la présence des Sœurs de la Charité dans la région ainsi que le sacerdoce d'Alphonse Guérard. Elle se situe à flanc de montagne et domine le village. Les paroissiens ont contribué à sa construction en apportant des pierres de leur terrain pour les ajouter au matériau de construction. La structure en fer de sa voûte permet de soutenir 25 tonnes de pierre. Elle est la conception de l'architecte Paul-André Caouette, originaire de Thetford-Mines et jeune finissant en architecture[réf. souhaitée]. Au moment de la bénédiction par Mgr Joseph Gingras le 14 septembre 1958, plus de 8 000 personnes se sont réunies.
Selon la Commission de toponymie du Québec, le pont Croche ou pont Lambert serait l'un des très rares ponts ayant une courbe au Québec.
Sur le plan de l'architecture résidentielle, quelques maisons bâties au XIXe siècle sont situées dans les rangs,,,,, sur la rue Principale et sur la rue de l'Église. Construite vers 1880, la maison de Jean-Octave Roy était autrefois juxtaposée à son magasin général et à son entrepôt. Construite avant 1900, la maison qui hébergeait les beurriers subsiste.